# Tangerang du Sud
Tangerang du Sud (Tangerang Selatan en indonésien) est une kota (municipalité) de la province de Banten en Indonésie. Elle fait partie du Jabodetabek, la conurbation formée autour de Jakarta, la capitale de l'Indonésie. Son chef-lieu est Ciputat.
Tangerang du Sud a été créée par détachement du kabupaten de Tangerang le 20 octobre 2008. Sa superficie est de 147,19 km². Sa population était de 966 000 en 2007.

## Administration
Tangerang du Sud est divisée en 7 districts, 49 kelurahan (communes) et 5 desa (villages).
| Nom                          | Population Recensement 2010 |
| ---------------------------- | --------------------------- |
| Serpong                      | 137,212                     |
| Serpong Utara (Serpong Nord) | 126,499                     |
| Pondok Aren                  | 303,093                     |
| Ciputat                      | 192,205                     |
| Ciputat Timur (Ciputat Est)  | 178,818                     |
| Pamulang                     | 286,270                     |
| Setu                         | 66,225                      |

## Galerie de photos

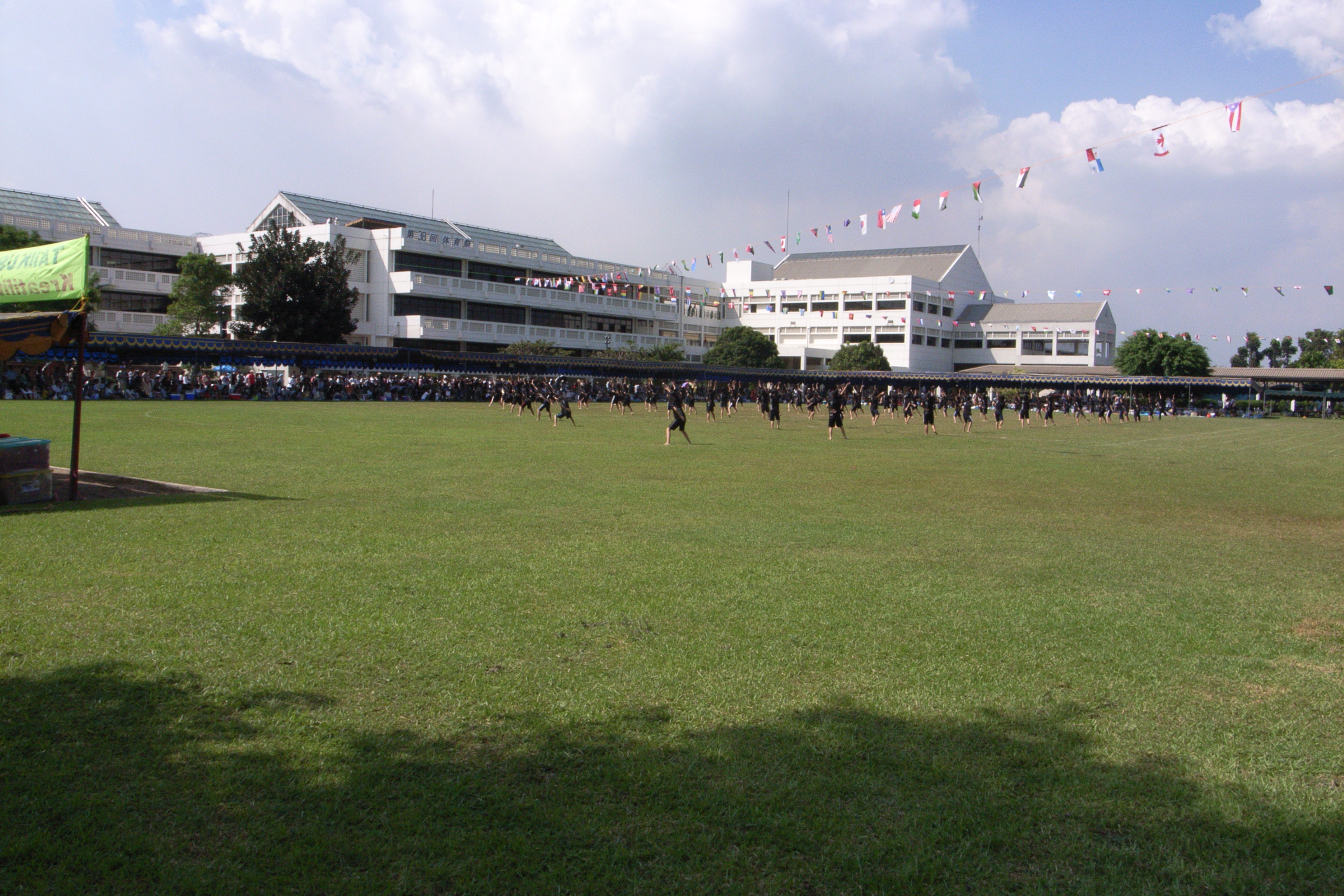
La Jakarta Japanese School à Pondok Aren
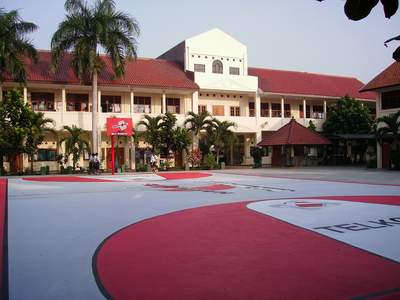
Un collège à Tangerang Selatan